# 西中 (津山市)
西中（にしなか）は岡山県津山市にある地名。郵便番号は708-1222。

## 地理
旧・新野村の中央付近に位置し、津山市勝北地域に属する。ほとんどが平地であるため、那岐山から吹き下ろされる日本三大局地風である広戸風の影響が大きい地区である。東側は広戸川を境に新野東、北側を西上、南側を西下、西側を新野山形と接する。

## 歴史

### 沿革
- 1872年 - 新野西上村、新野西中村、新野西下村が合併、新野西村となる。
- 1886年 - 新野西村が新野西上村、新野西中村、新野西下村に再び分村。
- 1889年6月1日 - 町村制施行により、勝北郡新野西中村が同郡新野西上村、新野西下村、新野東村、新野山形村と合併、新野村となる。新野西中村は大字新野西中となり、役場が置かれる。
- 1900年4月1日 - 勝北郡が勝南郡と合併し、勝田郡となる。
- 1955年1月1日 - 勝田郡新野村が、同郡勝加茂村、広戸村と合併、勝北町となる。新野東を除く新野村全域の大字がそれぞれ大字から新野を省き、新野西中は西中となる。この際、勝加茂村側もそれぞれ勝加茂を省いたが、勝加茂村には勝加茂西中があり、省くと重複する勝加茂側は中村とした。
- 2005年2月28日 - 勝北町が苫田郡加茂町、阿波村、久米郡久米町とともに津山市に編入される。

## 世帯数と人口
2021年（令和3年）1月1日現在の世帯数と人口は以下の通りである。
| 町丁 | 世帯数  | 人口  |
| ---- | ------- | ----- |
| 西中 | 278世帯 | 576人 |

## 小・中学校の学区
市立小・中学校に通う場合、学区は以下の通りとなる。
| 番地 | 小学校             | 中学校             |
| ---- | ------------------ | ------------------ |
| 全域 | 津山市立新野小学校 | 津山市立勝北中学校 |

## 交通

### 鉄道
- 西中を通る鉄道はない

### バス
- ごんごバス 西中

### 道路
- 岡山県道348号堀坂勝北線

## 施設
- 津山市立新野小学校
- 西中簡易郵便局
- JA晴れの国岡山勝北支店